# Gymnodia debilis
Gymnodia debilis är en tvåvingeart som först beskrevs av Samuel Wendell Williston  1896.  Gymnodia debilis ingår i släktet Gymnodia och familjen husflugor. Inga underarter finns listade i Catalogue of Life.